# Lambula laniafera
Lambula laniafera là một loài bướm đêm thuộc phân họ Arctiinae, họ Erebidae.